# Sofja Kovalevskaja
För Anne Charlotte Lefflers biografi över Kovalevskaja, se Sonja Kovalevsky (biografi).

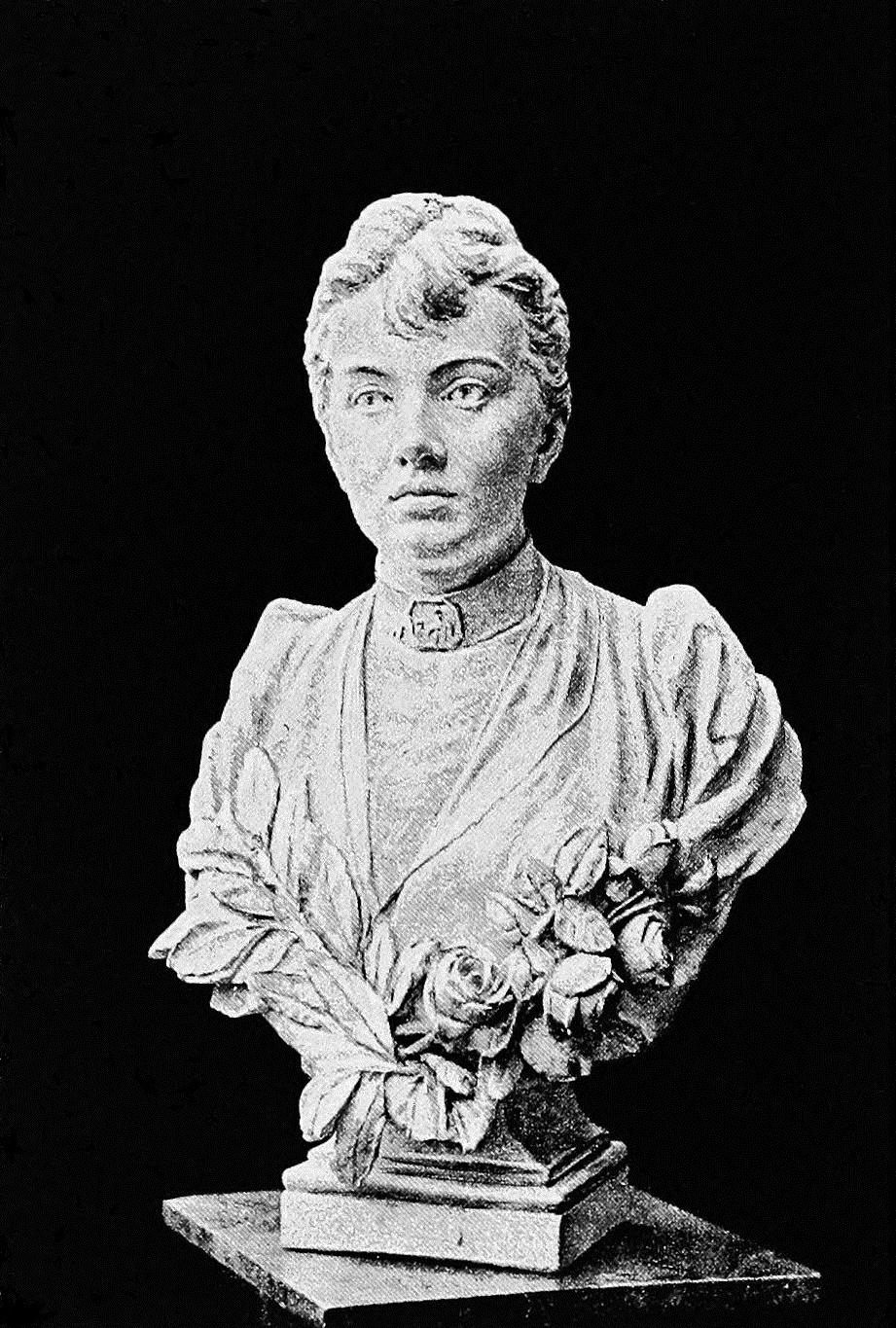
Byst av Sofja Kovalevskaja utförd av den finske skulptören Walter Runeberg

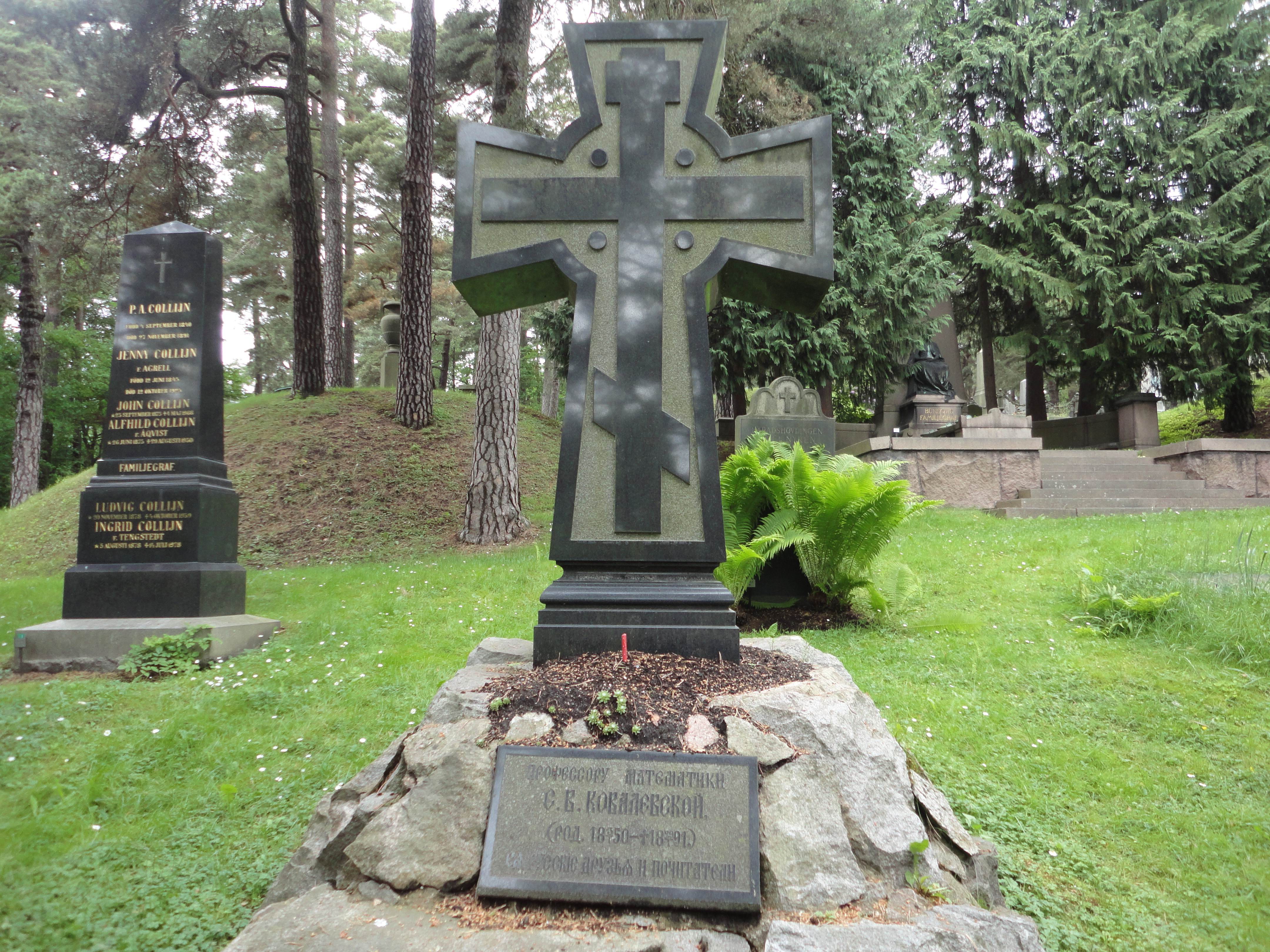
Gravvård på Norra begravningsplatsen

Sofja Vasiljevna Kovalevskaja (Софья Васильевна Ковалевская), född Krjukovskaja 15 januari 1850 i Moskva i Ryssland, död 10 februari 1891 i Stockholm, var en rysk matematiker som gjorde anmärkningsvärda bidrag till matematisk analys, partiella differentialekvationer och mekanik. Hon var även en skönlitterär författare och hon bar tidvis efternamnet Korvin-Krukovskaja men var verksam under författarnamnet Sonja Kovalevsky. Hon levde i Sverige från 1881, där hon tre år senare utnämndes till professor och blev då den första kvinnliga professorn i Europa.  Hon var en pionjär för kvinnor inom matematik runt om i världen. Utöver att bli den första kvinnliga professorn, var hon även den första kvinnan att doktorera i matematik och en av de första kvinnorna att arbeta för en vetenskaplig tidskrift som redaktör. Enligt vetenskapshistorikern Ann Hibner Koblitz var Kovalevskaja "den största kända kvinnliga vetenskapsmannen före nittonhundratalet". 

## Biografi
Kovalevskajas far hette Vasilij Vasiljevitj Krjukovskij (1800–1874) och var officer vid det ryska artilleriet, senare general, av polskt ursprung. Han uppmuntrade tidigt Sofjas intresse för matematik och naturvetenskap, och hon kom att studera matematik vid flera universitet i Tyskland: Heidelberg, Berlin och Göttingen. Trots sina matematiska talanger kunde hon inte slutföra sin utbildning i Ryssland eftersom kvinnor inte tilläts studera på universitet där. För att få tillstånd att studera utomlands ingick hon 1868 ett skenäktenskap med paleontologen Vladimir Kovalevskij, som 1883 upplöstes genom dennes självmord.
Hon studerade delvis i Göttingen, men speciellt i Berlin för Karl Weierstrass, som var tvungen att undervisa henne privat då det var förbjudet för kvinnor att delta på offentliga föreläsningar i matematik. Han var väldigt imponerad över hennes matematiska kunskaper och undervisade därför henne i tre år, samma material som hans föreläsningar på universitet innehöll. År 1874 presenterade Kovalevskaja tre uppsatser - om partiella differentialekvationer, om dynamiken i Saturnus ringar och om elliptiska integraler - som hennes doktorsavhandling vid Göttingens universitet. Sofja Kovalevskaja uppnådde därigenom sin doktorsgrad genom att Weierstrass lyckades få henne undantagen från den muntliga examinationen. Kovalevskaja blev därmed den första kvinnan att doktorera (i ordets moderna mening) i matematik. Hennes uppsats om partiella differentialekvationer innehåller vad som nu är allmänt känt som Cauchy-Kovalevskaja-teoremet, som bevisar förekomsten och analyticiteten av lokala lösningar på ekvationer definierade under lämpliga randvillkor. 
Hon flyttade till Sverige 1881 och tack vare sin stora begåvning kallades hon till Stockholms högskola för en lärartjänst av Gösta Mittag-Leffler där hon arbetade från 1883. År 1884 lyckades Mittag-Leffler ordna en professur åt henne vid Stockholms högskola och hon blev då Sveriges första kvinnliga professor och världens andra kvinnliga matematikprofessor, efter Maria Gaetana Agnesi (som dock aldrig tillträdde sin professur). Det är att märka att Stockholms högskola vid denna tid var privat och att hennes utnämning inte innebar något genombrott för kvinnors möjligheter att nå ämbeten på lika villkor som männen vid statliga högskolor. Hon arbetade bland annat med partiella differentialekvationer. August Strindberg skrev i en artikel att Sonja Kovalevsky hade byggt sina avhandlingar på Weierstrass och att hon inte var någon stor matematiker, vilket dock helt saknade grund.
Under 1888 vann hon det prestigefyllda Prix Bordin, som utdelades av Franska vetenskapsakademien, för sin matematikavhandling Om en fast kropps rotation kring en fast punkt, som ansågs hålla så hög klass att hon belönades med den dubbla prissumman.
Kovalevskaja blev 1885 föreslagen till inval i Kungliga Vetenskapsakademien, vilket flera av ledamöterna motsatte sig på grund av att hon var kvinna. Den ständige sekreteraren Georg Lindhagen menade att detta skulle gå emot stadgarna där det klart och tydligt stod "man" (trots detta hade man gjort flera undantag från detta alltsedan Eva Ekeblad valdes in 1748). 1887 invaldes hon i det nybildade Sällskapet De 17 där Gösta Mittag-Leffler hade deltagit som en av grundarna och som dessutom var sällskapets förste sekreterare. Tillsammans med Anne Charlotte Leffler, syster till Gösta Mittag-Leffler, invaldes Kovalevskaja också 1885 i Nya Idun. 
Hon var även verksam inom skönlitteraturen. 1887 skrev hon tillsammans med Anne Charlotte Leffler dramat Kampen för lyckan och 1889 utgavs hennes självbiografiska roman Ur ryska livet: Systrarna Rajevski. År 1892 utgavs Sonja Kovalevsky: Hvad jag har upplefvat tillsammans med henne och hvad hon berättat mig om sig själf, som en biografi över Kovalevskaja skriven av hennes vän Anne Charlotte Leffler.
Hon dog 1891 i Stockholm av influensa (under den pågående pandemin), förvärrad av lunginflammation, och är begraven på Norra begravningsplatsen i Solna kommun.
Kovalevskajas matematiska resultat såsom Cauchy-Kovalevskaja-teoremet och hennes banbrytande roll som kvinnlig matematiker inom ett mansdominerat område, har gjort att flera böcker har skrivits om henne. Bland annat en biografi av Ann Hibner Koblitz, en biografi på ryska av Polubarinova-Kochina  och en bok om hennes matematik av Roger Cooke. 

## In memoriam
Till Sofja Kovalevskajas minne upprättades 1985 i USA Kovalevskaia Fund  av Neal Koblitz, professor i matematik vid Washington University i St. Louis, och hans hustru Ann Hibner Koblitz, professor emeritus vid Arizona State University. Fonden är baserad på intäkter som Ann Hibner Koblitz erhöll från biografin A convergence of lives: Sofia Kovalevskaia: scientist, writer, revolutionary, som först publicerades 1983 (nytryckt 1993). Fonden syftar till att stödja och uppmuntra kvinnor i utvecklingsländer inom vetenskap, matematik, ingenjörskonst och medicin.
Årligen hålls Sonja Kovalevsky-dagar till hennes minne i flera länder. I Sverige hålls dagarna årligen sedan 2000 i oktober eller november med syfte att främja intresse för matematik hos gymnasieelever. Ett pris i Kovalevskajas namn utdelas också i samband med dessa dagar. 
Årligen hålls även Kovalevsky Lecture som är avsedd att lyfta fram betydelsefulla bidrag från kvinnor inom områdena tillämpad matematik och beräkningsmatematik. 
I stadsdelen Hagastaden i Stockholm är gatan Sonja Kovalevskys gata uppkallad efter henne. Det finns även gator i Sankt Petersburg och Moskva som bär hennes namn. 
Två gymnasieskolor, en i Vilnius, Litauen och en i Velikije Luki, Ryssland, har fått sina namn efter Sofja Kovalevskaja. 
Nedslagskratern Kovalevskaya på månen och asteroiden 1859 Kovalevskaya är uppkallade efter henne.